# Hank Zipzer
Hank Zipzer (Brasil: O Maior Trapalhão do Mundo - Hank Zipzer ) é uma série de televisão britânica infantil, estrelada por Nick James no papel titular como um aluno disléxico de 12 anos de idade. A série é baseado na série de livros por Henry Winkler, que interpreta o personagem de Mr. Rock, professor de música de Hank. A série estreou em janeiro de 2014 no CBBC e uma segunda temporada foi encomendada. No Brasil, estreou em 27 de fevereiro de 2016 pelo Disney Channel. Em Portugal, estreou em 6 de janeiro de 2018 pela RTP2. A segunda temporada começou a ser exibida no dia 13 de agosto de 2015. Javone Prince fez sua primeira aparição como Sr. Joy na 2ª temporada, episódio 5, "Herói do Hank". A terceira temporada começou a ser exibida em 26 de maio de 2016, que foi seguida por um filme de Natal de Hank Zipzer, de 84 minutos, em 2016. Em abril de 2017, Neil Fitzmaurice confirmou que não haverá uma nova temporada.

## Sinopse
A série se concentra nas desvantagens de Hank Zipzer, uma estudante de 12 anos de idade em Londres que sofre de dislexia. Os amigos de Hank são chamados Franky e Ashley, e Nick McKelty é o seu inimigo. O seriado é baseado nos livros infantis Hank Zipzer de Henry Winkler, que se baseiam em suas próprias experiências como crianças disléxicas. No seriado, ele interpreta o professor favorito de Hank, o Sr. Rock, que é baseado no próprio professor de música de Winkler.

## Elenco
| Ator/Atriz             | Personagem  | Série     | Série      | Série        | Série     |
| Ator/Atriz             | Personagem  | 1         | 2          | 3            | Especial  |
| ---------------------- | ----------- | --------- | ---------- | ------------ | --------- |
| Nick James             | Hank        | Principal | Principal  | Principal    | Principal |
| Chloe Wong             | Ashley      | Principal | —          | —            | —         |
| Alicia Lai             | Ashley      | —         | Principal  | Principal    | Principal |
| Felicity Montagu       | Srta. Adolf | Principal | Principal  | Principal    | Principal |
| Nick Mohammed          | Sr Love     | Principal | Recorrente | Participação | —         |
| Javone Prince          | Sr Joy      | —         | Principal  | Principal    | Principal |
| Juliet Cowan           | Rosa        | Principal | Principal  | Principal    | Principal |
| Neil Fitzmaurice       | Stan        | Principal | Principal  | Principal    | Principal |
| Jude Foley             | McKelty     | Principal | Principal  | Principal    | Principal |
| Henry Winkler          | Sr. Rock    | Principal | Principal  | Principal    | Principal |
| Jayden Jean-Paul-Denis | Frankie     | Principal | Principal  | Principal    | Principal |
| Madeline Holliday      | Emily       | Principal | Principal  | Principal    | Principal |
| Vincenzo Nicoli        | Papa Pete   | Principal | Principal  | Principal    | Principal |

## Episódios
| Temporada | Temporada | Episódios | Exibição original      | Exibição original      | Exibição no Brasil      | Exibição no Brasil |
| Temporada | Temporada | Episódios | Estreia                | Final                  | Estreia                 | Final              |
| --------- | --------- | --------- | ---------------------- | ---------------------- | ----------------------- | ------------------ |
|           | 1         | 13        | 28 de janeiro de 2014  | 22 de abril de 2014    | 27 de fevereiro de 2016 | 21 de maio de 2016 |
|           | 2         | 13        | 13 de agosto de 2015   | 5 de novembro de 2015  | —                       | —                  |
|           | 3         | 13        | 8 de março de 2016     | 12 de setembro de 2016 | —                       | —                  |
|           | Filme     | Filme     | 12 de dezembro de 2016 | 12 de dezembro de 2016 | Não Exibido             | Não Exibido        |

## Dublagem
| Ator/Atriz             | Personagem  | Dublagem               |
| Principais             | Principais  | Principais             |
| ---------------------- | ----------- | ---------------------- |
| Nick James             | Hank Zipzer | Pedro Couto dos Santos |
| Chloe Wong             | Ashley      | Layra Campos           |
| Alicia Lai             | Ashley      | —                      |
| Felicity Montagu       | Srta. Adolf | —                      |
| Nick Mohammed          | Sr Love     | Glauco Marques         |
| Javone Prince          | Sr Joy      | —                      |
| Juliet Cowan           | Rosa        | Maria Cláudia Cardoso  |
| Neil Fitzmaurice       | Stan        | —                      |
| Jude Foley             | McKelty     | Matheus Ferreira       |
| Henry Winkler          | Sr Rock     | Hélio Vaccari          |
| Jayden Jean-Paul-Denis | Frankie     | Daniel Figueira        |
| Madeline Holliday      | Emily       | Letícia Celini         |
| Vincenzo Nicoli        | Papa Pete   | Cassius Romero         |

| Créditos da dublagem | Brasil           |
| -------------------- | ---------------- |
| Tradução             | —                |
| Direção de Dublagem  | Marli Bortoletto |
| Dublado nos Estúdios | Sigma            |

## Produção
CBBC encomendou a série em 2013, a ser produzida pela Kindle Entretenimento, e as filmagens começaram em outubro de 2013. A série é filmado em Catholic High School de Santa Catarina, em Halifax, Yorkshire. A primeira série estreou em 28 de Janeiro de 2014 e concluído em 22 de Abril de 2014.
Em 9 de Junho de 2014, Cheryl Taylor, o controlador da CBBC, anunciou que a série tinha sido renovada para uma segunda temporada de treze episódios, que vão ao ar final de 2015. Nick James, Henry Winkler, Felicity Montagu e Nick Mohammed retornam a segunda temporada, como Hank, Sr Rock, senhorita Adolf e Sr. Love, respectivamente. Matt Bloom é diretor principal em todas as três temporadas.

## Prêmios e Indicações
| Ano  | Prêmio                            | Categoria     | Nomeação                    | Resultado |
| ---- | --------------------------------- | ------------- | --------------------------- | --------- |
| 2016 | International Emmy Awards         | Kids: Seriado | Hank Zipzer                 | Indicado  |
| 2016 | British Academy Children's Awards | Ator          | Nick James como Hank Zipzer | Venceu    |